# San Martín (Panamá)
San Martín es un corregimiento del distrito de Panamá,  ubicado en la zona noreste del área metropolitana de la Ciudad de Panamá y al este del centro de la ciudad. Este colinda con el distrito y corregimiento de Chepo, al este  y al noreste con el corregimiento de Las Margaritas, al oeste con el corregimiento de Pacora, al sur con el corregimiento de Las Garzas y Caimitillo, al norte. 
Este es uno de los corregimientos menos poblados de la Ciudad de Panamá, debido a su poco desarrollo habitacional. Fue creado bajo el Acuerdo Municipal N°95 del 11 de diciembre de 1963.
San Martín es un corregimiento montañoso, con valles, serranías y tres ríos: El Cabobré, San Miguel y Río Pacora.
Fue originalmente poblada por habitantes provenientes de la Provincia de Los Santos y la Provincia de Coclé que se dedicaron a la tala y a actividades agropecuarias, crearon caminos de penetración y las primeras poblaciones; que se encontraban prácticamente incomunicadas debido a la falta de buenas calles y caminos, actualmente su población se dedica a la agricultura, ganadería y porcino cultura; un pequeño grupo trabaja en fábricas y entidades gubernamentales.
Poblados del corregimiento de San Martín:
Bajo el Piro, La Mesa (actual sede donde se encuentran las entidades públicas),
Loma Bonita, Juan Gil (antigua sede donde se encontraban las entidades públicas), Carriazo, Río Indio, San Miguel y La Chapa